# Gottfried Keller
Gottfried Keller (Zürich, 1819. július 19. – Zürich, 1890. július 15.) svájci német realista író, a kritikai realizmus alakja, de lírája, politikai költészete is jelentős.

## Élete
Gottfried Keller Zürichben született, apja művelt esztergályos volt, de korán meghalt. Keller sokat nélkülözött fiatalkorában. 1834-ben kiutasították az iskolából és autodidakta lett.
1840-től festészetet tanult Münchenben, festőnek készült, ám csakhamar az irodalom felé fordult figyelme. 1846-ban jelentkezett először, első műve, a Költemények a demokratikus liberalizmus jegyeit mutatta.
1848-50-ben Heidelbergben volt ösztöndíjas, ahol Feuerbach előadásait is hallgatta.
Berlinből már ismert íróként tért haza. 1861-72-ben magas rangú zürichi hivatalnok volt, majd 1872-től ismét megjelentek írásai.
Keller Zürichben, a Shielfeld temetőben nyugszik.

## Művei
Keller a legtöbb esetben az élet egy-egy jelenségéről fejti ki mondanivalóját az emberi sorsok villanásszerű felidézésével. Kedvelt műfaja a novella. Humoros-szatirikus hangvételű novellái Svájc társadalmába engednek betekintést.
Történelmi tárgyú novelláiban „az objektív történelmi téma és távolság számára az emlékező visszaidézés tárgyiasított, szélesebb alapú lehetőséget jelent” (Halász Előd). E műveit mondai krónikás hitelesség és szubjektivítás jellemzi. Témái: egy-egy epizód, családi történet, egyéni tragédia vagy lelkiismereti konfliktus. Ez a tematika azonban az emberélet általános konfliktusai felé mutat.
Művei cím szerint:
- Zöld Henrik (Der grüne Heinrich) (1854, regény 1. változat)
- Seldwylai emberek (1856, novellagyűjtemény), benne: Falusi Rómeó és Júlia (Romeo und Julia auf dem Dorfe), Ruha teszi az embert (Kleider machen Leute)
- Hét legenda (1872, novellagyűjtemény)
- Zürichi novellák (1877, novellagyűjtemény), benne: A hét igazak zászlaja
- Zöld Henrik (1879-80, regény 2. változat)
- Epigramma (1881, novellagyűjtemény)
- Martin Salander (1886, regény)

## Magyarul

### 1919-ig
- A fehér rózsa; in: Gyöngyök. Novellák; ford. T. B.; Aigner, Bp., 1886
- Falusi Romeo és Julia; ford. Elek Arthur; Franklin, Bp., 1904
- Zöld Henrik, 1-2.; ford. Ignotus; Révai, Bp., 1909 (Klasszikus regénytár)
- Hét legenda; ford., bev. Váry Rezső; Athenaeum, Bp., 1914 (Modern könyvtár)
- Ruha teszi az embert; ford. Ormos Ede; Athenaeum, Bp., 1914 (Modern könyvtár)
- Tükör, a cica. Csodálatos történet; ford. Hevesi Sándor; Tevan, Békéscsaba, 1917 (Tevan-könyvtár)

### 1920–1944
- Pankrác, a duzzogó; Athenaeum, Bp., 1920 (Modern könyvtár)
- A Szent Szűz mint lovag. Az eredeti teljes szöveg és hű fordítása; ford. Trócsányi Zoltán, átnézte Heinrich Gusztáv; Lantos, Bp., 1920 (Kétnyelvű klasszikus könyvtár)
- Romeo és Júlia falun; ford. Ormos Ede; Bécsi Magyar Kiadó, Wien, 1920 (Regényfüzér)
- Jakab mester könyve; ford. Lányi Viktor; Világirodalom, Bp., 1922 (Világirodalom könyvtár. Új sorozat)
- Ruha teszi az embert; ford. Moly Tamás; Tolnai, Bp., 1929 (Tolnai regénytára)
- Seldwylai emberek, 1-2.; ford., bev. Schöpflin Aladár; Franklin, Bp., 1930
- Tükör, a cica. Mese; ford. Szabó Lőrinc; Kampmann, Berlin-Dahrem, 1941 (Kazinczy könyvtár)
- Jéghercegnő; Nemzeti Figyelő, Bp., 1943 (Népszerű regény)
- Egyszer mindenki...; Nemzeti Figyelő, Bp., 1943 (Népszerű regény)
- Idegen vér; Soltész, Bp., 1943 (Csíkos sarkú regény)
- Két nővér; Bartsch, Bp., 1943 (Hétfői regény)
- A hamis madonna; Nemzeti Figyelő, Bp., 1944
- Fiú vagy lány?; Nemzeti Figyelő, Bp., 1944 (Népszerű regény)
- Az álom nem teljesül; Hungária Ny., Bp., 1944 (Vasárnapi regénytár)

### 1945–
- Az előkelő utas; ford. Moly Tamás; Hungária Ny., Bp., 1948 (Forintos regény)
- Ruha teszi az embert; ford. Szekeres Ilona; Budapest Irodalmi Intézet, Bp., 1948 (Új könyvtár)
- A hét igazak zászlaja. Válogatás a Die Leute von Seldwyla és a Züricher Novellen c. kötetekből. Elbeszélések; ford. Ottlik Géza, Thurzó Gábor, bev. Sőtér István; Franklin, Bp., 1950
- Falusi Rómeó és Júlia és más elbeszélések; ford. Ottlik Géza, Schöpflin Aladár, Thurzó Gábor, utószó Németh G. Béla; Szépirodalmi, Bp., 1956 (Olcsó könyvtár)
- Der Schmied seines Glückes / A maga szerencséjének kovácsa; ford. Thurzó Gábor; Terra, Bp., 1957 (Kétnyelvű kis könyvtár)
- Gottfried Keller művei, 1-4.; bev. Sőtér István; Európa, Bp., 1963
  - 1-2. Zöld Henrik. Regény; ford. Jánosy István
  - 3. A seldwylai emberek. Elbeszélések; ford. Jánosy István et al.
  - 4. Zürichi novellák; ford. Lányi Viktor, Thurzó Gábor, Urbán Eszter
- A hét igazak zászlaja; ford. Thurzó Gábor; Magyar Helikon–Európa, Bp., 1974
- Theodor Storm, Gottfried Keller és Conrad Ferdinand Meyer versei; vál. Eörsi István, ford. Csengery Kristóf et al.; Európa, Bp., 1986 (Lyra mundi)